# Abubakari II
Abubakari II (fl. XIV secolo) è stato un imperatore maliano.
Abu-Bakr II, meglio noto come Abubakari II, fu mansa (imperatore) del Mali, predecessore del ben più noto fratello Mansa Musa che, a seguito della sua presunta morte, ne prese il posto come monarca del Mali.
Regnò dal 1310 al 1312. Il suo nome originario era Manding Bory, apparteneva alla dinastia Keita.